# Küünimõtsa
Küünimõtsa (est. Küünimõtsa järv, Küünimetsa järv, Küünimetsa Ahnjärv) – jezioro w Estonii, w prowincji Võrumaa, w gminie Antsla. Położone jest na północ od wsi Ähijärve. Ma powierzchnię 2,5 ha linię brzegową o długości 618 m, długość 225 m i szerokość 200 m. Sąsiaduje z jeziorami Saarjärve Kogrõjärv, Suur Saarjärv, Kaugjärv. Położone jest na terenie Parku Narodowego Karula.